# Leo Pallwein-Prettner
Leo Pallwein-Prettner (* 5. Juli 1937 in Wien; † 26. November 2012 in Kirchschlag bei Linz) war ein österreichischer Schulpädagoge, Politiker und von 1998 bis 2011 Präsident des Oberösterreichischen Roten Kreuzes.

## Leben
Leo Pallwein-Prettner wuchs als Sohn eines Notariatsbeamten und einer Lehrerin in Unterweißenbach auf und maturierte 1955 am Realgymnasium in Freistadt. Nach dem Präsenzdienst besuchte er die Heeresunteroffiziersakademie in Enns, danach die Bischöflichen Lehrerbildungsanstalt in Linz, die er mit Auszeichnung abschloss. Er heiratete im Jahr 1967 und war Vater von zwei Söhnen sowie drei Töchtern.
Er war Ehrenbürger der Gemeinden Kirchschlag bei Linz und Unterweißenbach. 

### Berufliche Tätigkeit
Leo Pallwein-Prettner übte seinen Beruf als Volksschullehrer zunächst ab 1959 im Bezirk Freistadt aus und war von 1963 bis 1972 Volksschuldirektor in Kaindorf, danach bis 1978 in Kirchschlag bei Linz, wo er mit seiner Familie den Wohnsitz einrichtete. In diesen Jahren war er vier Perioden im Gemeinderat und Gemeindevorstand der Gemeinden Haibach und Kirchschlag tätig, darüber hinaus in der Personalvertretung der Lehrer im Bezirk Urfahr-Umgebung sowie in der Funktion des Obmannes des ÖAAB Arbeiter- und Angestelltenbundes und ab 1969 auch als Reserveoffizier des österreichischen Bundesheeres in der Funktion als Kommandant einer Grenzschutzkompanie. 
Mit 29. Oktober 1979 wechselte Pallwein-Prettner in die Landespolitik als Landtagsabgeordneter. Dort engagierte sich vor allem in den Ausschüssen für Umwelt, Bildung, Jugend, Kultur und Sport. Er war Obmann-Stellvertreter im Ausschuss für öffentliche Wohlfahrt und Obmann des Finanzausschusses und darüber hinaus Bereichsprechers der ÖVP für Senioren- und Altenbetreuung, beeinträchtigte Menschen, Gesundheit, Umweltmedizin und Rettungswesen sowie Sicherheit und Landesverteidigung. Ab März 1995 war der Politiker Präsident der Gesellschaft für Landesverteidigung. 1995 wurde er zum Oberschulrat ernannt. Mit dem Ende der Legislaturperiode schied er 1997 aus der Politik aus.

### Tätigkeiten im Österreichischen Roten Kreuz
Am 10. Jänner 1975 wurde er zum Rotkreuz-Ortsstellenleiter von Kirchschlag gewählt und 1980 zum Rotkreuz-Abteilungskommandanten befördert. Ein Jahr später folgte die Wahl zum Vizepräsidenten der Rotkreuz-Landesorganisation Oberösterreich und am 9. Juni 1998 die Wahl zum Rotkreuz-Präsidenten gewählt (als Nachfolger von Franz Starzer). Ab September 2009 war er zusätzlich Vizepräsident im Präsidium des Österreichischen Roten Kreuzes und wurde von der Landesregierung zum Konsulenten für Soziales ernannt.
Am 15. November 2011 legte er seine Funktion als Präsident des Oberösterreichischen Roten Kreuzes zurück, sein Nachfolger wurde der langjährige Vizepräsident Walter Aichinger. Gleichzeitig wurde Leo Pallwein-Prettner Ehrenpräsident des OÖRK und bekam von Bundesminister für Gesundheit Alois Stöger das Große Ehrenzeichen für Verdienste um die Republik Österreich verliehen. Im Frühjahr 2012 trat er auch als Vizepräsident des Österreichischen Roten Kreuzes zurück.

## Auszeichnungen
- 1978: Silberne Verdienstmedaille des Roten Kreuzes
- 1984: Goldene Verdienstmedaille des Roten Kreuzes
- 1984: Strahlenschutz-Verdienstzeichen in Gold
- 1985: Bronzenes Dienstjahrabzeichen
- 1989: Silberne Dienstjahrabzeichen
- 1990: Verdienstkreuz des Österreichischen Roten Kreuzes
- 1992: Oberösterreichisches Feuerwehr-Verdienstkreuz
- 1994: Goldene Verdienstmedaille des Österreichischen Zivilschutzverbandes
- 1995: Silbernes Ehrenzeichen für Verdienste um die Republik Österreich
- 1997: Humanitätsmedaille des Landes Oberösterreich
- 1998: Goldenes Ehrenzeichen des Landes Oberösterreich
- 2002: Großes Ehrenzeichen für humanitäre Verdienste der Stadt Linz
- 2002: Goldenes Ehrenzeichen für Verdienste um die Republik Österreich
- 2004: Bundes-Ehrenzeichen des Innenministeriums
- 2011: Großes Ehrenzeichen für Verdienste um die Republik Österreich